# 1842 Hynek
1842 Hynek è un asteroide della fascia principale. Scoperto nel 1972, presenta un'orbita caratterizzata da un semiasse maggiore pari a 2,2667490 UA e da un'eccentricità di 0,1801905, inclinata di 5,35387° rispetto all'eclittica.
L'asteroide è dedicato al padre dello scopritore, Hynek Kohoutek, in occasione del suo settantesimo compleanno.